# Bröcking
Bröcking (auch Bröckling oder Bröking) ist ein historischer Name für eine Kleinlandschaft im Hannoverschen Wendland.

## Lage
Als Bröcking wurde die Jeetzelniederung östlich, hauptsächlich nordöstlich von Lüchow bezeichnet. Das Gebiet umfasst die Dörfer Weitsche, Rehbeck, Seerau in der Lucie, Künsche, Tarmitz, Loge und Saaße.

## Geschichte
Der Name, der erstmals im Jahre 1548 im Register des Amtes Lüchow schriftlich erwähnt wird, leitet sich aus dem Wort „Brok“, eine Bezeichnung für ein Feuchtgebiet, ab. Die dem Bröckling zugehörigen Dörfer bildeten im Jahre 1778 verwaltungsmäßig die Brocklinger Tucht. Im 18. Jahrhundert geriet die Bezeichnung Bröcking in Vergessenheit. Für die Dörfer nordöstlich von Lüchow bürgerte sich in dieser Zeit die Bezeichnung „Luciedörfer“ nach dem dortigen Forst gleichen Namens ein.